# 渾天儀

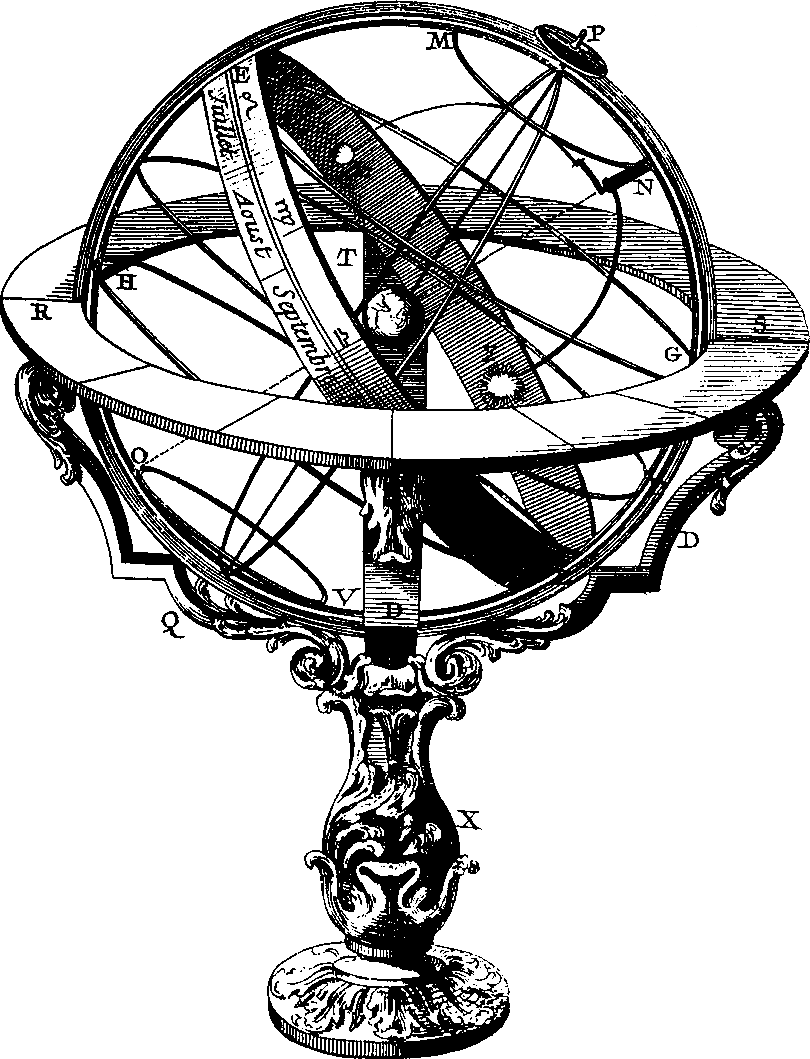
アーミラリ天球儀

渾天儀（こんてんぎ）、またはアーミラリ天球儀 (英: Armillary sphere) は、天球上の天体の動きを模した機器である。加えてアストロラーベの機能を備えた天測儀も存在する。古代のギリシアと中国で独自に発明・発展した。この項では、主に東洋の「渾天儀」、西洋の「アーミラリ天球儀」を併せて解説する。

## 歴史

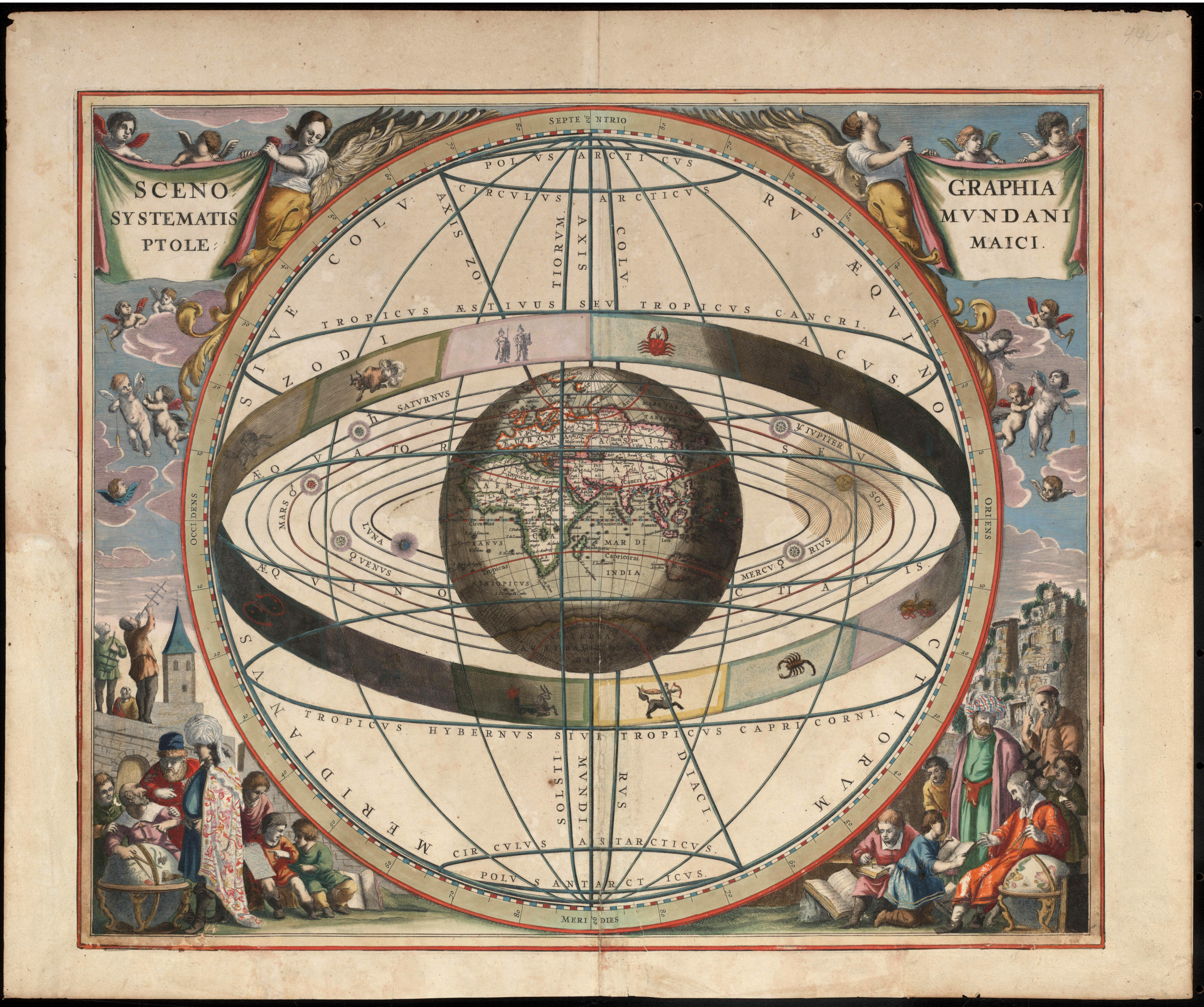
天動説にもとづく天球図（プトレマイオス型）

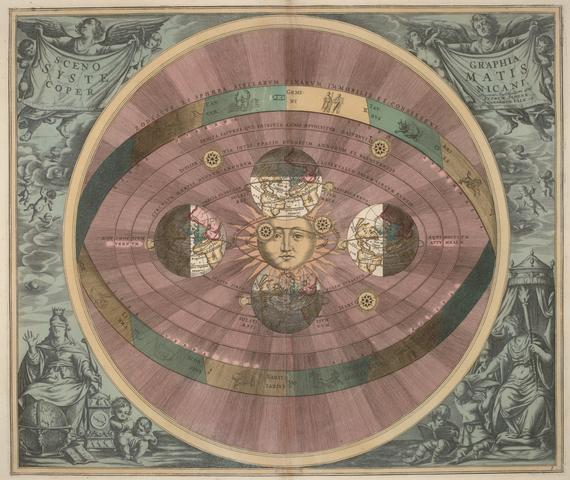
地動説に基づく天球図（コペルニクス型）

記録に残っている最古の渾天儀は、紀元前255年に古代ギリシアのエラトステネスが作ったものに遡る。また中国でも紀元前1世紀の漢の時代から独自に発展してきた。特に2世紀の天文学者である張衡は、世界で初めて渾天儀に動力を導入した人物として知られている。

### 東洋の渾天儀

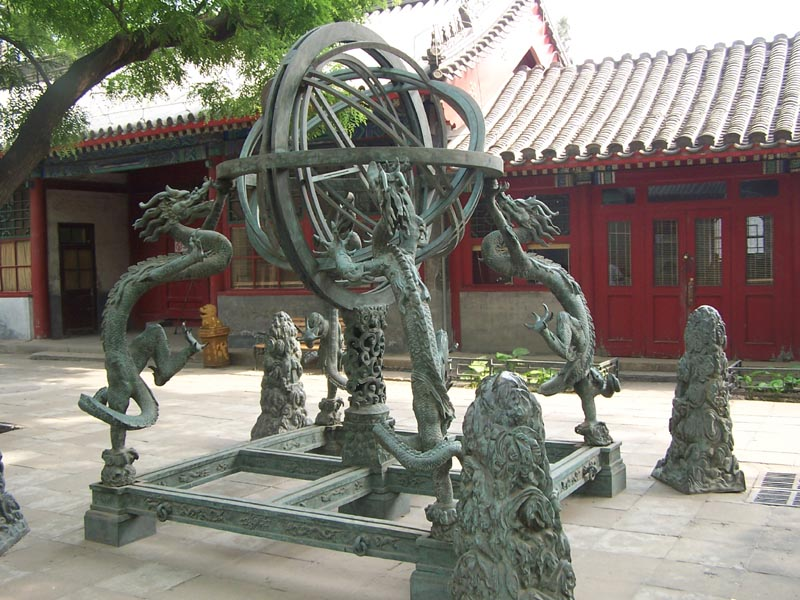
明時代の渾天儀のレプリカ

中国の歴史を通じて、天文学者は星の観測の補助として渾天儀を用いてきた。渾天儀は暦の計算などにも用いられた。
イギリスの科学史家ジョゼフ・ニーダムは、紀元前4世紀に石申と甘德が単純な構造の原始的な渾天儀を作り、赤緯や赤経を測ることができたとしていたが、これは1980年のクリストファー・カレンの研究によって否定されている。
前漢の時代になると、落下閎、耿壽昌らによってさらなる改良が加えられた。紀元前52年に耿壽昌は天の赤道にあたるリングを加えた。続いて後漢時代の84年には賈逵らによって黄道のリングが加えられた。125年には、政治家、天文学者、発明家として著名な張衡によって地平線と子午線に当たるリングが加えられ、渾天儀はほぼ完成した。また張衡は世界で初めて水力で動く渾天儀を発明した。
漢帝国滅亡後の323年には孔挺が黄道リングを天の赤道リングの任意の場所に留められる渾天儀を発明した。また唐の李淳風は633年に複数の天文観測を計算できる3つの球からなる渾天儀を発明した。
723年に唐の僧の一行と役人の梁令瓚は、張衡の水力天球儀に脱進機を取り付け、世界で初めての水力による機械時計を作った。宋時代の有名な時計台製作者である蘇頌は一行の水力時計を更に改良した。また学者で政治家の沈括は日時計の指針、天球儀、水時計など多く道具の改良を行っている。

### 西洋のアーミラリ天球儀
Armillary sphere という名前は、ラテン語で円またはブレスレットを意味する armilla という語に由来する。これはアーミラリ天球儀が極で接続された金属の輪で作られ、輪によって赤道、黄道、子午線、緯線などを表現しているからである。通常中心に球が置かれるが、初期は地球、その後は太陽を表している。アーミラリ天球儀は地球の周りの星の動きを説明するのに使われていた。17世紀にヨーロッパで望遠鏡が発明されるまで、天文学者にとってアーミラリ天球儀は天球上の星の配置を決定するためにかなり重要な道具だった。
ごくシンプルな構造のものは、一本のリングが赤道上の円盤と固定された形をしていたが、もう少し発達すると子午線を通る円盤に固定された別のリングと交差するようになる。エラトステネスは黄道傾斜を計測するのにアーミラリ天球儀を使っていたと考えられている。またヒッパルコスは4つのリングからなる渾天儀を使っていたと考えられている。プトレマイオスは彼のアーミラリ天球儀のことを『アルマゲスト』 V.1で記している。
アーミラリ天球儀はギリシャで発達し、3世紀には既に教育用の道具として使われていた。さらに重要な用途として、観測の補助としても使われた。
ムスリムは8世紀頃にギリシャのアーミラリ天球儀をさらに改良し、初めてアーミラリ天球儀に関する論文を書いた。これはイブラヒム・アル・ファザリが書いたもので、Dhat al-Halaq（リングのついた道具）というタイトルだった。アッバース・イブン・フィルナスは9世紀に、アーミラリ天球儀のリングを持ったまた別の道具を製作してカリフであるムハンマド1世に献上したと考えられている。アーミラリ天球儀とアストロラーベの両方の機能を持った道具は、中世のイスラム圏の天文学者や発明家によって作られた。
さらなる改良はティコ・ブラーエによってなされ、そのことは著書 Astronomiae Instauratae Mechanica に記されている。渾天儀はルネサンス期にヨーロッパに広く普及した。
ルネサンス期の科学者の肖像では、しばしば渾天儀を片手に持った姿が描かれている。アーミラリ天球儀は知恵と知識の象徴だった。
当時の機械装置の中でも、アーミラリ天球儀はかなり複雑な構造であり、多くの技術の改良をもたらし、またその後多くの機械装置のデザインのモデルとなった。
アーミラリ天球儀は教育用の便利な道具として生き続けた。中心に地球があるものはプトレマイオス型、中心に太陽があるものはコペルニクス型と呼ばれる。
現在のポルトガルの国旗にもアーミラリ天球儀が描かれ、マヌエル1世の治世下には国家のシンボルだった。

## 渾天儀の構造

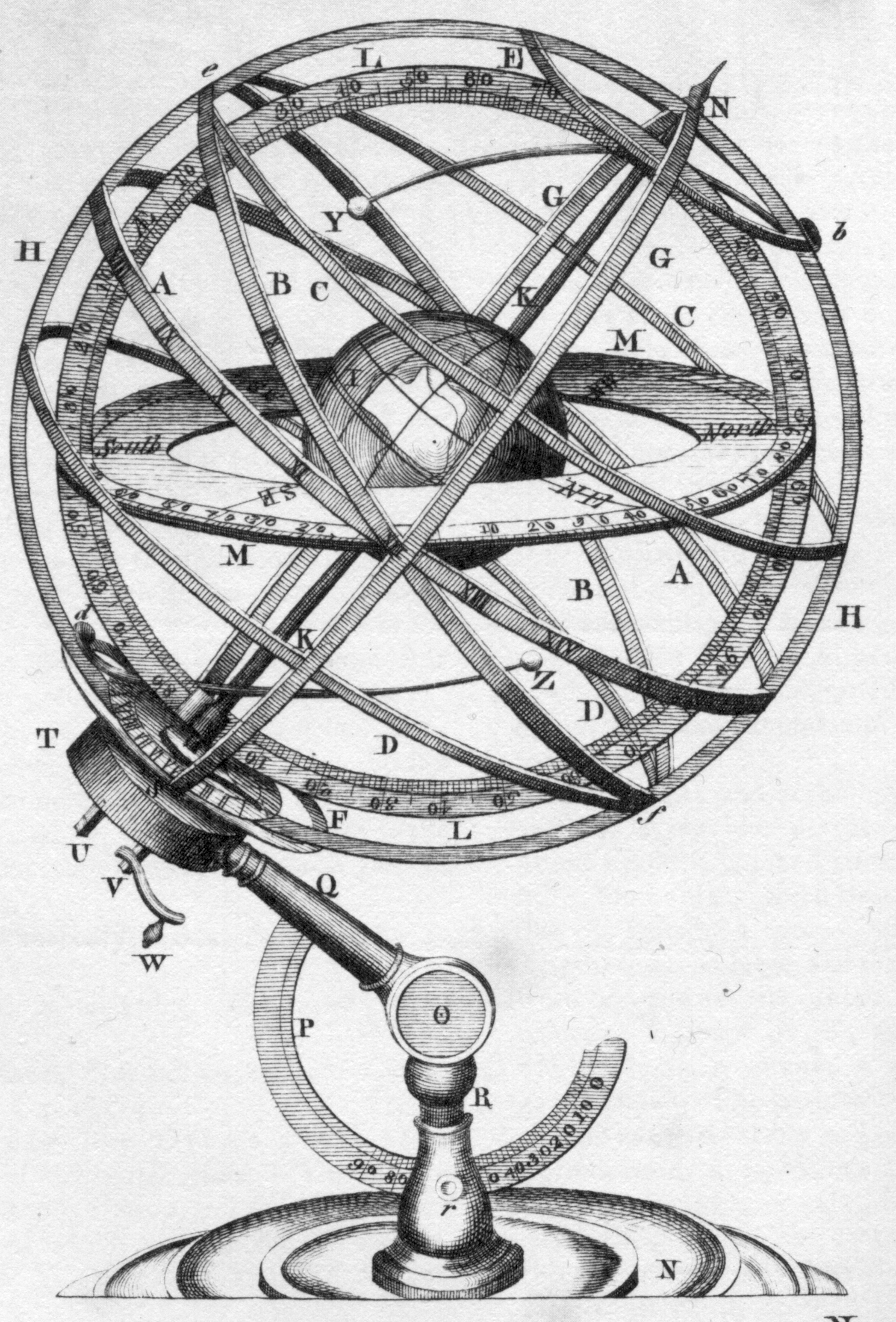
渾天儀の構造

1. 外部のリングは真鍮でできていて、次のような円を表している。
2. 天の赤道に当たるリングAは太陽の上昇角を表している。
3. 黄道に当たるリングBは12分割されていて、それぞれが30の角度にさらに分かれていて、1年のうちの月日を表している。
4. 北回帰線に当たるリングCは回帰線の始点のe地点で黄道と接し、南回帰線に当たるリングDは回帰線の始点のf地点で黄道に接している。それぞれ天の赤道から23.5度離れている。
5. 天の北極圏に当たるリングEと天の南極圏に当たるリングFはそれぞれ天の北極、南極から23.5度離れている。
6. 二分経線に当たるリングGは天の北極と南極、及び黄道上の昼夜平分点となるおひつじ座とてんびん座を通過する。
7. 至点経線に当たるリングHは天の北極と南極、及び黄道上の至点となるかに座とやぎ座を通過する。リングGとHは赤道から極までが90度ずつに分割され、太陽、月、星などの偏角を表している。

北極の位置にはナットがあり、太陽Yにつながるワイヤーが固定されている。このナットを回転させると、太陽もリングBに沿って動く。また南極の位置はピンで留められていて、これにも月Zとつながる別のワイヤーが固定されており、手で動かすことにより回転させることができる。円環の中心には、天の北極Nと南極S、地球の北極nと南極sを貫く軸Kに固定された小さな地球儀 I がある。
このような装置を用いて、地球の実際の動きや天体の見かけ上の動きに対応することができる。

## 文化財指定の渾天儀
- 日光東照宮所蔵　渾天儀〈寛文十年酒井忠直奉納／（銅製）〉（国重要文化財）[3][4]
- 仙台市天文台所蔵　仙台藩天文学器機（国重要文化財）[5][6]
- 高岡市立博物館所蔵　渾天儀（高岡市指定文化財）[7]
- 南砺市城端曳山会館所蔵　渾天儀（南砺市指定文化財）[8]

## 簡天儀

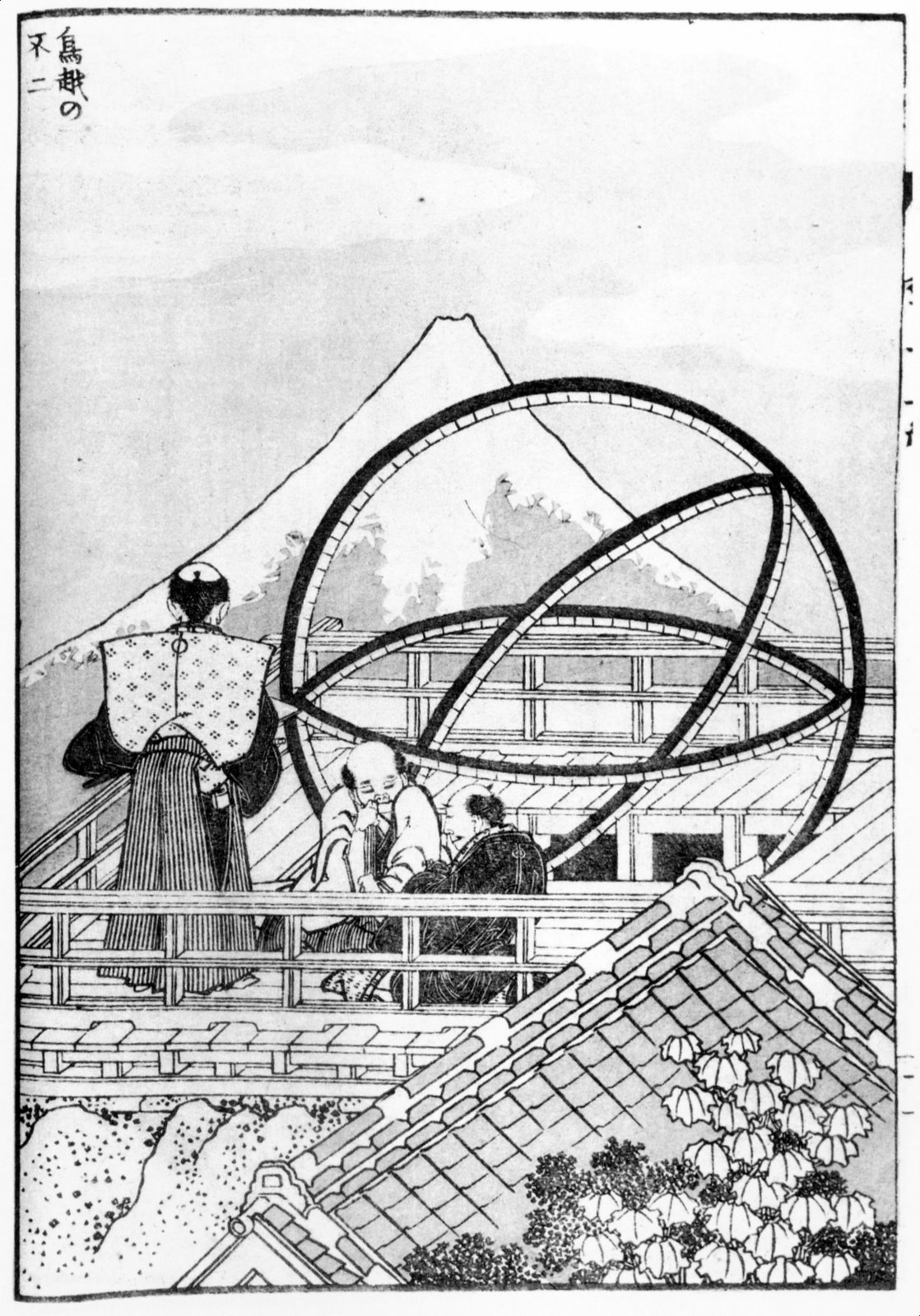
浮世絵『富嶽百景 (北斎)』の「鳥越の不二」に描かれた浅草天文台の簡天儀。手前の屋根の建物には象限儀が置かれていた

簡天儀は江戸時代中期に製作された天体観測器械で、中国の渾天儀を簡略化したもの。幕府初の天文方となった保井春海は貞享暦作成時に中国の渾天儀を改良して観測に特化させた「新製渾天儀」を考案したが、それを宝暦暦作成時に徳川吉宗が改良して簡天儀を考案し、西川正休に作成させた。吉宗は天象に詳しく、正休とその父・西川如見を長崎から招いて、西洋の天文・暦の要素を含んだ革新的な改暦を指示していた。
天明2年（1782）から幕末まであった浅草天文台には台上に簡天儀（天体の時角と赤緯を測定する装置、渾天儀の内、黄道環をとりさったもの）が設置されていた。
赤経、赤緯など天球の概念を説明するための小型の簡天儀の模型は多く残っている。

## 関連文献
- 呂 鵬「バースカラ一世の渾天儀について」『科学史研究』第54巻第274号、日本科学史学会、2015年、23-35頁、doi:10.34336/jhsj.54.274_23。